# Kalinago Territory

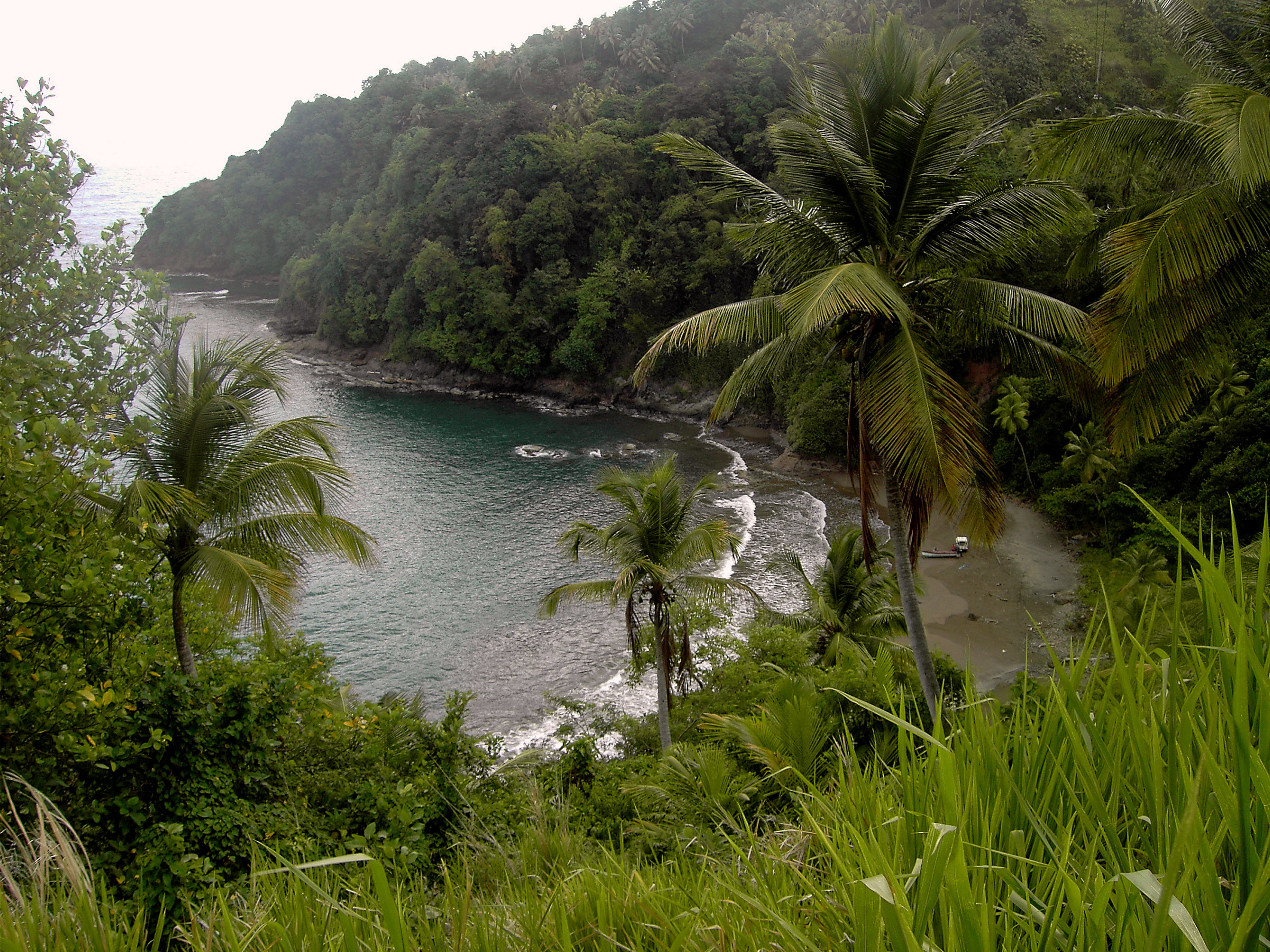
Eine Meeresbucht im Kalinago Territory

Das Kalinago Territory, bis 2015 Carib Territory oder Carib Reserve, ist eine Reservation der Kalinago (Kariben) in Dominica.

## Geschichte
Mit dem 1748 geschlossenen Vertrag von Aachen beschlossen Großbritannien und Frankreich, die Kleinen Antillen untereinander aufzuteilen. Die Inseln Dominica und St. Vincent sollten hierbei aufgrund des von den Kariben geleisteten Widerstands gegen die koloniale Eroberung neutral bleiben und ausschließlich den Kariben zur Verfügung stehen. Nach der Schlacht von Les Saintes fiel Dominica an Großbritannien, das für die Plantagenarbeit in großem Umfang Sklaven aus Westafrika ansiedelte. Die Zahl der Kariben war bereits zuvor durch eingeschleppte Krankheiten und Kämpfe mit den Europäern erheblich gesunken, im Jahr 1730 wurde sie auf 500 geschätzt. Während die noch etwa 5000 Kariben von St. Vincent zwangsweise nach Roatán umgesiedelt wurden, überließen ihnen die Briten auf Dominica seit 1764 ein zunächst nur 232 Acres großes Gebiet im Osten der Insel bei Salybia zur Selbstverwaltung. Die Sklaverei wurde 1838 abgeschafft.  1903 erweiterte der Administrator Henry Hesketh Bell das Gebiet auf 3700 Acres oder 1500 ha, was etwa 2 % der Gesamtfläche der Insel entspricht, und nannte es Carib Reserve. Das Gesetz, mit dem die Reservation errichtet wurde, benannte den Häuptling der Kariben als oberste Autorität, gab ihm aber nicht die Kontrolle über das Gebiet. Die Politik der Briten lief darauf hinaus, die Besonderheit der Kariben in Abgrenzung zur übrigen Inselbevölkerung zu erhalten. 1930 besetzte die britische Marine die Reservation, setzte den Häuptling Jolly John ab und konfiszierte das gesamte Land. Anlass war die Gegenwehr der Bewohner gegen Versuche der Kolonialmacht, Handel und Bewegungsfreiheit der Kariben zu beschränken. Erst 1978 wurde es kurz vor der Unabhängigkeit der Insel an die Kariben zurückgegeben. Am 29. November 1978 verabschiedete das dominicanische Parlament den Carib Reserve Act No. 22 und die Regierung der unabhängigen Insel stellte dem obersten Gremium der Reservation, dem Carib Council, ein Zertifikat über den Besitz des Landes aus. Damit hatten die Kariben zum ersten Mal eine gesetzlich verbriefte Kontrolle über ihr Land. Ihre Führung änderte dessen Namen daraufhin in Carib Territory.

## Ausdehnung und Name

Karte des Territoriums der Kalinago auf Dominica im Parish Saint David

Die Reservation liegt im Parish Saint David, ihre Grenzen sind:
im Norden der Big River und der Bataka River, im Osten der Atlantik, im Süden der Raymond River sowie staatliche Ländereien, im Westen der Pegoua River und das Concord Estate sowie die Flurstücke 61 und 63. Sie sind aber bereits seit der Einrichtung der Reservation umstritten und werden von den meisten Kariben nur ungern akzeptiert.
Die Bezeichnung „Kariben“ wird von vielen Kalinago wegen ihrer umstrittenen Assoziation zum Begriff „Kannibalen“ abgelehnt, andere aber akzeptieren die Bezeichnung „Kalinago“ nicht und nennen sich Kariben, das Wort „Reservat“ (englisch: reserve) wird wegen seiner Erinnerung an die Enteignung und Vertreibung zur Kolonialzeit heute abgelehnt. 2015 beschloss das Parlament von Dominica deshalb die Umbenennung der Reservation und des zugrundeliegenden Gesetzes in Kalinago Territory und Kalinago Territory Act.
Auf dem Gebiet des Territoriums liegen die Orte Bataka, Salybia, Concord, Crayfish River, Mahaut River, St. Cyr, Sineku und Gaulette River. Hauptort und Sitz des Selbstverwaltungsgremiums Kalinago Council ist Salybia. 1970 gab es in ganz Dominica 1583 Kariben, ihr Bevölkerungswachstum betrug damals 3,75 %, das Doppelte des inselweiten Durchschnitts. Die inselkaribische Sprache der Kariben war um 1850 ausgestorben, heute sprechen sie das auf der gesamten Insel vorherrschende Antillen-Kreolisch.

## Wirtschaft

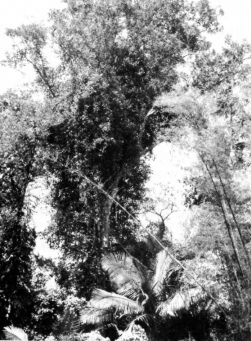
Balsambaum Dacryodes excelsa, aus dessen Material die Kalinago Kanus herstellten

Alles Land im Territorium ist gemeinsamer Besitz der Kalinago, damit ist es wahrscheinlich das letzte Gebiet in der Karibik, wo das präkolumbianische Landbesitzrecht weiterhin gilt. Trotz des kollektiven Besitzes werden die Farmen aber von einzelnen Haushalten betrieben, die bei der Bewirtschaftung kooperieren. Die Bildung von Farmkooperativen war erfolglos. Es werden die auf Dominica üblichen Cash Crops, Bananen und Kokosnüsse, angebaut, 1989 kamen 25 % der dominicanischen Kokosnüsse aus der Reservation. Der Anbau von Bananen für den Export in die EU wurde aber durch Änderungen der Handelskonditionen, die Kleinfarmer zu Lasten von Massenproduzenten benachteiligen, in den letzten Jahren negativ beeinflusst, sodass viele Kleinbauern nach anderen Einnahmequellen suchen mussten.  Bootsbau, speziell von Kanus, deren Rumpf und Segel aus Material eines Balsambaumgewächses hergestellt wurden, und Korbflechterei aus den Fasern eines Pfeilwurzgewächses haben sich gehalten und werden zunehmend als Einnahmequellen genutzt, seit den 1980er Jahren wird der Ackerbau z. B. durch den Anbau von Sojabohnen als Nahrungsmittel diversifiziert. Ein Museumsdorf für Touristen, das Kalinago Barana Auté, wurde errichtet, auch die kleinste noch bewohnte Siedlung Kalinago Touna Auté kann gegen Entgelt besichtigt werden. Ein Großteil des Landes ist unkultivierbarer und schwer zugänglicher Tropischer Regenwald. Der kollektive Besitz, der den Kariben in der Vergangenheit oft das Überleben sicherte, erschwert ihnen heute den Zugang zu Krediten. NGOs wie Oxfam und staatliche Entwicklungsorganisationen aus den USA wie USAID, Kanada und dem Vereinigten Königreich sind im Territorium aktiv.

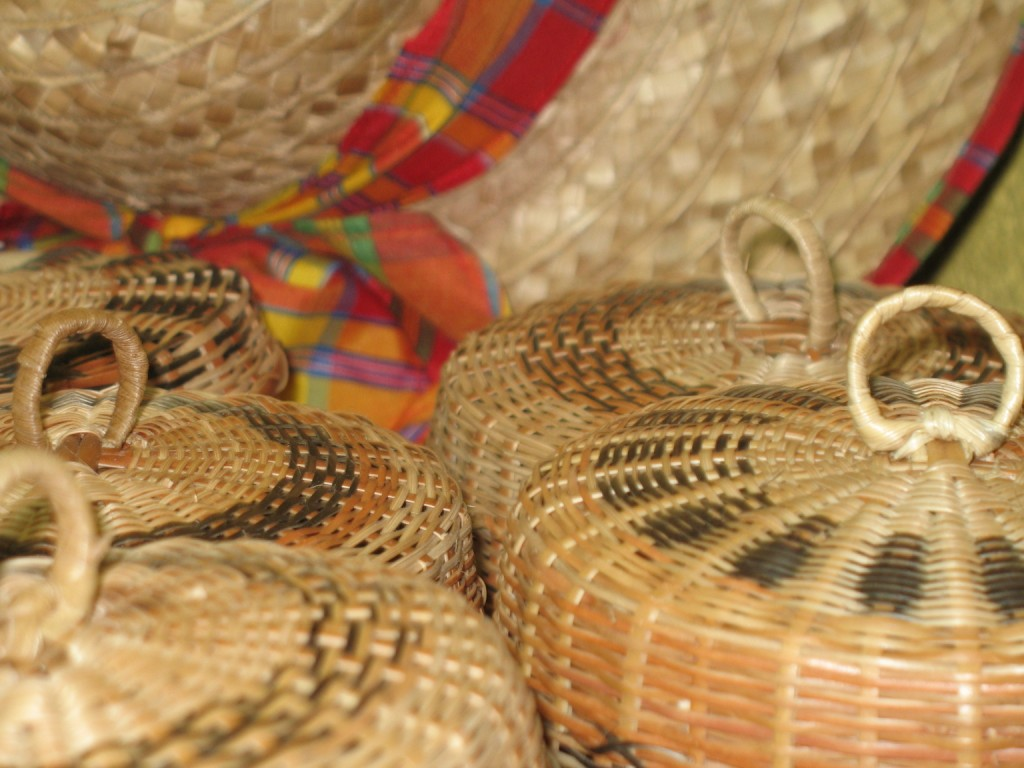
Korbflechterei der Kalinago

Bürger der Reservation kann jeder werden, der 12 Jahre lang dort lebt und mit der Zustimmung des Councils dort Land erworben hat. Auf unbebautes Land hat jeder Bürger der Reservation Anspruch, der es ein Jahr lang bebaut und sich das Eigentum dann vom Council bestätigen lässt. Land, das länger als ein Jahr lang nicht bebaut wird, kann auch von Nichtreservationsangehörigen in Besitz genommen werden, wenn das Council dem zustimmt.

## Politik

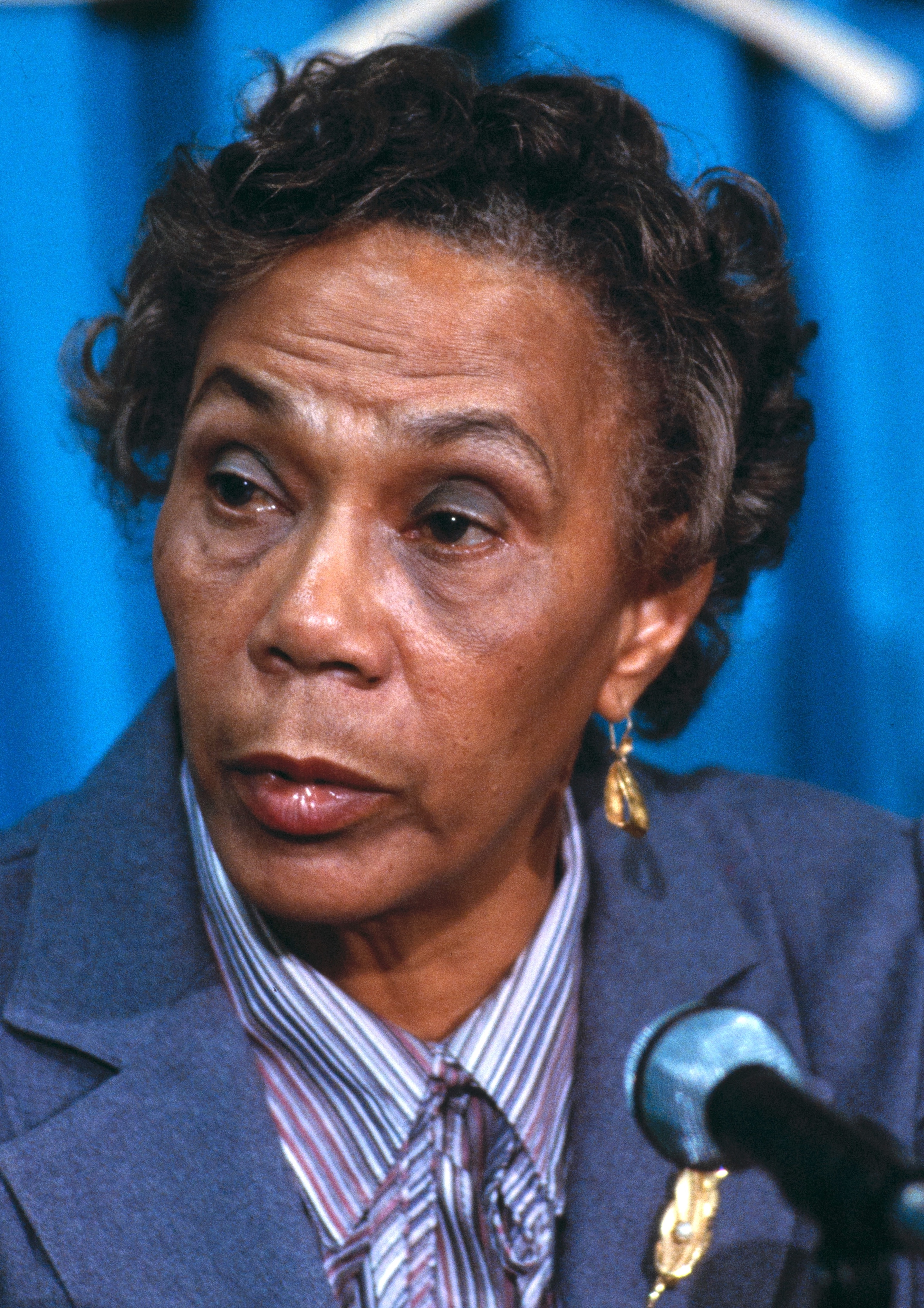
Mary Eugenia Charles bei einer Rede vor den Vereinten Nationen

Bis zur Unabhängigkeit lebten die Kariben in ihrem Gebiet weitgehend von der übrigen Insel isoliert; die ersten Straßen zu den umliegenden Orten wurden erst in den 1970er Jahren gebaut. Treibende Kraft hierbei war die linkszentristische Dominica Labour Party, die von den meisten Kariben gewählt wurde. Nachdem 1985 Mary Eugenia Charles von der konservativen Dominica Freedom Party zur Premierministerin gewählt wurde, vertiefte sich der parteipolitische Gegensatz unter den Kariben. Beide Parteien hatten unterschiedliche Sichtweisen zur Stellung der Kariben auf der Insel: Während die Dominica Freedom Party sie zunächst als Bürger Dominicas und nicht als separate ethnische Gruppe wahrnahm und spezielle Rechte der Kariben wie den kollektiven Grundbesitz für hinderlich hielt, plädierte die Labour Party für eine Unterstützung zum Ausgleich für ihre Marginalisierung in der Kolonialzeit sowie für eine Änderung ihrer negativen Darstellung in Schulbüchern. Das Carib Council, die Selbstverwaltung und Vertretung der Bewohner des Territoriums, sowie in einer separaten Wahl dessen Chef werden von den Einwohnern alle fünf Jahre direkt gewählt. In den 1980er Jahren entstand die Bewegung des Karibismus, die die politische Polarisation für schädlich für die Kariben hielt und eine einheitliche Organisation aufbauen wollte, um sie im Parlament zu vertreten. Ihr Anführer war der gewählte Chef des Councils Irvince Auguiste. Er setzte einen nationalen Gedenktag für die Opfer der Unruhen von 1930, den 19. September, fest. Als das Council 1987 fünf Nichtangehörige aus der Reservation ausweisen wollte, denen es Drogenkonsum und Missbrauch von Frauen vorwarf, kam es zu einem Konflikt mit der Regierung der Insel. Die damalige Premierministerin Charles wies darauf hin, dass die Betroffenen Bürger Dominicas seien, und wandte sich gegen die Einführung einer „Apartheid“ in der Reservation. Später warf die Regierung der internationalen Organisation „Save the Children“ vor, das Council zu der Ausweisung angestiftet zu haben. Beweisen konnte sie diesen Vorwurf aber nicht. Schließlich wurde ein britischer Staatsbürger unter dem Vorwurf, der hauptsächliche Unruhestifter zu sei, ausgewiesen, Save the Children durfte seine Arbeit aber fortsetzen.
In dem Konflikt wurden zwei Probleme der Kariben seit der Einrichtung der Reservation deutlich: die Tradition der Kariben, dass mit Nichtkariben verheiratete Frauen die Reservation verlassen mussten, und ihr Verhältnis zur afroamerikanischen Mehrheitsbevölkerung. Dies änderte sich im Lauf der Zeit von Kooperation und Unterstützung entflohener afroamerikanischer Sklaven und wechselseitigen Heiraten zu Feindseligkeiten wegen der Ansprüche befreiter Sklaven auf das Land der Kariben. Die Mehrheitsbevölkerung neigt dazu, die Kariben als arm, wild und ungebildet, aber unabhängig zu sehen. Die Affäre um die Ausweisung provozierte bei den Nicht-Kariben sehr negative Reaktionen.